# Дзибакурэй
Дзибакурэй (яп. 地縛霊) — призрак из японского фольклора, не согласный со своей смертью, не понимающий что умер, остающийся в месте или здании, где его настигла смерть. Или же призрак, для которого это место или здание имело особенное значение. 
В спиритуализме приводится следующее объяснение: это люди, внезапно умершие в результате войны, несчастного случая или стихийного бедствия, не поняли что они умерли. Также же люди, сожалевшие о чем то, или же ненавидящие кого то. Обуреваемые сильными чувствами они отказываются согласиться со своей смертью. Также таковыми становятся люди, что совершили самоубийство, и считая, что самоубийство прошло безуспешно, вновь и вновь повторяют свои попытки. В любом случае, это призраки, не осознавшие по тем или иным причинам своей смерти. До момента осознания может пройти несколько месяцев, лет или сотен лет. Всё это время они в форме дзибакурей будут находиться в этом месте. 